# Persée triomphant
Persée triomphant est une sculpture en marbre réalisée par l'artiste néo-classique italien Antonio Canova entre 1797 et 1801. L'œuvre fait 2,35 m de hauteur et est exposée aux musées du Vatican à Rome. Une autre version de 1804 est conservée au Metropolitan Museum of Art de New York.

## Historique
Au départ, l'œuvre était destinée à Giuseppe Bossi pour le Foro Bonaparte à Milan, mais la statue a été achetée par le pape Pie VII en 1802 en remplacement de l'Apollon du Belvédère - dans lequel Canova puisait son inspiration - car celui-ci avait été emmené par les Français à Paris jusqu'en 1815.

## Description
La statue représente le héros Persée qui tient la tête coupée de la gorgone Méduse. Dans sa frontalité et son mouvement majestueux, la position de Persée rappelle l’antique Apollon, mais le regard du héros de Canova est concentré sur la tête coupée du monstre Méduse, qui à son tour était basé sur une autre antiquité célèbre, le masque de marbre connu sous le nom de Méduse Rondanini (Glyptothèque, Munich). La composition s’est avérée être l’une des plus importantes de la carrière de Canova. Elle reflète étroitement son admiration pour l’art de l’antiquité et signale sa renommée en tant que rival des maîtres anciens.  

## Autre version
En 1804, la comtesse polonaise Tarnowska a commandé à Canova une version en marbre du Persée, « dans l’ensemble semblable à l’autre maintenant au Musée du Vatican » (selon le contrat). Dans une liste de ses œuvres les plus connues que Canova a dictées en 1816, il cite cette version comme « Persée - réplique de la première, avec quelques petites variations, expédiée en Pologne à la comtesse Tarnowska. » Cette version est conservée depuis 1967 au Metropolitan Museum of Art de New York.  